# Puigsou
El Puigsou, conegut també com a Rocacorba, és una muntanya de 991 msnm al municipi de Canet d'Adri, a la comarca catalana del Gironès. Al cim hi ha un vèrtex geodèsic (referència 301093001 de l'ICGC). El santuari de la Mare de Déu de Rocacorba és en un penyal del Puigsou, a 929 metres d'altitud. Es té constància de la seva existència des de l'any 1161. Inicialment va ser l'església del Castell de Rocacorba.
Aquest cim va formar part de la colla de vèrtexs on es van prendre dades i s'hi van fer triangulacions, a finals del segle xviii, per mesurar amb precisió el meridià tetrrestre que passa per Dunkerque, París i Barcelona. Això va permetre determinar la longitud del metre.